# Jacqueline Huet
Jacqueline Huet (nascuda Jacqueline Germaine Huet, 18è districte de París, 20 d'octubre de 1929 - 16è districte de París, 8 d'octubre de 1986) fou una actriu francesa i una de les locutores més populars de la televisió francesa.

## Biografia
Va estudiar al Conservatoire de Paris i el 1945 va debutar com a actriu a nombroses pel·lícules. També aparegué com a model a les portades de Paris-Match, Jours de France i Elle fins a la dècada de 1970. Fins i tot va aparèixer a la revista estatunidenca Life i fou musa de la crema de bellesa Ponds a Nova York.
El 1956 ingressà a la RTF per animar els primers espectacles juvenils de les nits del dijous Pic et Pic et Colégram. El 1958 va participar en un concurs per fer de presentadora de televisió, i guanyà Anne-Marie Peysson, de manera que es va mantenir com a presentadora de la primera cadena fins al 1975, en la que va esdevenir una de les celebritats. El 5 de gener de 1975 va clausurar les emissions de la primera cadena de l'ORTF, substituïda l'endemà per la nova societat pública TF1.
L'octubre de 1961, li fou atorgat un dels premis Ondas 1961 a la millor locutora de televisió europea. El 5 de novembre de 1961 va presentar amb Pierre Tchernia «L'Ami public numéro un ». També presentaria nombroses gales d'actors i cantants com Mike Brant, Charles Aznavour, Gilbert Bécaud o Thierry Le Luron i va amenitzar alguns programes especials de cap d'any. De 1975 a 1981 fou coproductora i presentadora de Le Monde de l'accordéon a TF1. i va participar amb els programes Champs-Élysées de Michel Drucker o L'Académie des neuf de Jean-Pierre Foucault. Pascal Sevran la va convidar a alguns dels seus espectacles.
Els seus amics Mouloudji i François Deguelt li van escriure cançons que va enregistrar des de 1958. Va rebre el premi de l'Académie Charles Cros el 1965 per la cançon Le jour et la nuit. Fins als anys vuitanta, va actuar a molts cabarets i sales de música.
Durant els fets del maig del 1968 va prendre sovint la paraula al Théâtre de l'Odéon aleshores ocupada pels estudiants.
Des de 1981, malgrat les seves aparicions freqüents a la televisió, fou apartada a causa del seu compromís polític amb Valéry Giscard d'Estaing durant les eleccions presidencials franceses de 1981, que considerarà durant la resta de la seva vida com una gran injustícia. Una de les seves últimes aparicions notables va ser un anunci per a la marca de congelats "Vivagel".
Va patir una agressió l'abril de 1982 i va perdre la seva mare el 19 de febrer de 1984. El juliol de 1984 va presentar durant tres setmanes, en companyia de Sim, l'emissió Cocktail Maison a TF1. Després d'una fractura del peroné, va romandre al llit durant algunes setmanes a la tardor de 1984 i ha de lluitar contra una malaltia renal contreta durant la seva estada a l'hospital.
Malgrat patir una profunda depressió, proposa nous projectes a televisió, buscant papers al teatre o en pel·lícules de televisió, però se li tanquen totes les portes. Degut al fort consum d'ansiolítics i pastilles per dormir va ser admesa a una casa de repòs durant l'estiu de 1985 i de nou al setembre del 1986. Se sentia sola, perseguida, ja no es comporta i rebutja l'ajuda de la seva família. Alhora esdevé presidenta de l'associació de salvaguarda del castell de Palluau-sur-Indre. Paral·lelament, el seu pare va morir el 9 de setembre de 1985.
Va tenir un breu brot d'esperança amb la victòria de la dreta a les eleccions legislatives franceses del 1986. Però el vespre del 7 d'octubre de 1986, quan se l'esperava a la inauguració del restaurant Cotton Club, el restaurant d'Evelyne Leclercq, no hi va acudir. Després d'una trucada de telèfon confosa a un amic, es va empassar una gran quantitat de barbitúrics i s'enfonsa al bany. Alertats al voltant de les 3 de la matinada, els bombers trigaren més d'una hora a entrar a l'apartament de la 5a planta del Carrer de Boileau 49 (16è districte) i la trobaren morta. Va deixar una nota final demanant que no la reanimessin i afirmava que les estrelles del show-bizz rebutjades són com els ànecs sense cap que segueixen caminant. Fou enterrada al cementiri del Père-Lachaise

### Vida privada
Jacqueline es va casar el 1949 amb el còmic Yves Vincent, però malgrat el naixement del seu fill Dominique l'any següent, va abandonar el domicili conjugal uns mesos després i es va divorciar el 1953. El 1960 es va tornar a casar amb el metge dermatòleg André Fieschi, però aquesta segona unió va acabar amb divorci el 1968. Posteriorment va viure amb el canant Théo Sarapo, qui va morir en un accident de cotxe el 28 d'agost de 1970.
El projecte d'un tercer matrimoni amb Jean-Claude Dauzonne, director de Bobino i parella seva des de 1976, fou anul·lat finalment. El seu darrer company fou François Janin (director d'esports de TF1), qui va restar amic i veí seu fins a la seva mort el 1986.

## Discografia
- Quand je manque de toi[8]
- Le Jour et la nuit[9]

## Filmografia

### Cinema
- 1947: Et dix de der de Robert Hennion
- 1947: L'Éventail d'Emil-Edwin Reinert
- 1947: Mademoiselle s'amuse de Jean Boyer - Une jeune femme au buffet du bal
- 1947: Le Dernier Testament - (court métrage), tourné en Grande-Bretagne
- 1948: Sergil et le dictateur de Jacques Daroy - La bonne
- 1948: Scandale aux Champs-Élysées de Roger Blanc
- 1949: Mission à Tanger de André Hunebelle - La dame du vestiaire au cabaret
- 1951: Porte d'Orient de Jacques Daroy - La comtesse
- 1951: La Demoiselle et son revenant de Marc Allégret - Mathilde
- 1952: Ouvert contre X de Richard Pottier - La vendeuse
- 1953: Si Versailles m'était conté de Sacha Guitry - Une dame de la cour
- 1955: Mademoiselle de Paris de Walter Kapps - Une collaboratrice
- 1955: Treize à table de André Hunebelle - Priscilla Wood
- 1956: Mannequins de Paris de André Hunebelle - Christiane
- 1959: Le Déjeuner sur l'herbe de Jean Renoir - La présentatrice télé
- 1961: Les hommes veulent vivre de Léonide Moguy - Plantilla:Mme Chardin
- 1962: Clémentine chérie de Pierre Chevalier - La présentatrice télé
- 1964: Les Pieds nickelés de Jean-Claude Chambon - La présentatrice télé
- 1965: De l'assassinat considéré comme l'un des Beaux-Arts de Maurice Boutel: Lady Manton
- 1976: Mort au sang donneur - (Bloedverwanten) de Wim Lindner - La sœur

### Televisió
- 1972: Les Évasions célèbres: Latude ou L'entêtement de vivre de Jean-Pierre Decourt - La marquise de Pompadour
- 1976: Minichronique de René Goscinny i Jean-Marie Coldefy, episodi Les Ennemis : ella mateixa.

## Teatre
- 1958: Oscar de Claude Magnier, posada en escena Jacques Mauclair, théâtre de l'Athénée - Jacqueline